# Leptotarsus (Tanypremna) albobasalis
Leptotarsus (Tanypremna) albobasalis is een tweevleugelige uit de familie langpootmuggen (Tipulidae). De soort komt voor in het Neotropisch gebied.